# Mirex
Mirex (chemickým názvem dodekachlorpentacyklodekan) je insekticid, který se užíval v zemědělství k hubení mravenců a termitů.
V čisté formě jde o bílou krystalickou látku bez zápachu s teplotou tání 485 °C. Je rozpustný v organických rozpouštědlech, ve vodě jen minimálně. Je extrémně stabilní. Komerčně dostupná technická směs obsahuje příměs chlordeconu a dalších látek.
V 60. letech 20. století se užíval také jako zpomalovač hoření v plastech a ve stavebních materiálech. V České republice nebyl nikdy vyráběn ani používán.
Jako perzistentní organická látka je mezinárodně regulován Stockholmskou úmluvou.